# Deutsche Fechtmeisterschaften 1935
Bei den Deutschen Fechtmeisterschaften 1935 wurden Wettbewerbe im Herrenflorett, Herrendegen und Herrensäbel ausgetragen, bei den Damen gab es nur einen Wettbewerb im Florett. Die Einzel- und Mannschaftsmeisterschaften fanden in Frankfurt am Main statt. Sie wurden vom Deutschen Fechter-Bund organisiert. Im darauf folgenden Jahr fanden die Deutschen Fechtmeisterschaften nicht statt.

## Herren

### Florett (Einzel)
| Platz | Sportler          | Verein              |
| ----- | ----------------- | ------------------- |
| 1     | Julius Eisenecker | Hermannia Frankfurt |
| 2     | August Heim       | TV Offenbach        |
| 3     | Siegfried Lerdon  | Hermannia Frankfurt |

### Florett (Mannschaft)
| Platz | Verein              | Sportler                                                              |
| ----- | ------------------- | --------------------------------------------------------------------- |
| 1     | Hermannia Frankfurt | Siegfried Lerdon Julius Eisenecker Adolf Jewarowski Stefan Rosenbauer |
| 2     | TV Offenbach        | August Heim Julius Thomson Schäfer Oscar Stork                        |
| 3     | TV Ulm              | Eugen Geiwitz Josef Uhlmann Geyer Sauter                              |

### Degen (Einzel)
| Platz | Sportler         | Verein              |
| ----- | ---------------- | ------------------- |
| 1     | Albert Hoedicke  | FR Nürnberg         |
| 2     | Josef Uhlmann    | TV Ulm              |
| 3     | Siegfried Lerdon | Hermannia Frankfurt |

### Degen (Mannschaft)
| Platz | Verein                    | Sportler                                             |
| ----- | ------------------------- | ---------------------------------------------------- |
| 1     | Hermannia Frankfurt       | Julius Eisenecker Siegfried Lerdon Stefan Rosenbauer |
| 2     | TV Ulm                    | Eugen Geiwitz Josef Uhlmann Geyer Sauter             |
| 3     | Mannschaft der Reichswehr | Heinz Hax Hölter Hendrick Konrad Miersch             |

### Säbel (Einzel)
| Platz | Sportler          | Verein              |
| ----- | ----------------- | ------------------- |
| 1     | August Heim       | Fechtclub Offenbach |
| 2     | Julius Eisenecker | Hermannia Frankfurt |
| 3     | Hans Esser        | DFC Düsseldorf      |

### Säbel (Mannschaft)
| Platz | Verein              | Sportler                                                               |
| ----- | ------------------- | ---------------------------------------------------------------------- |
| 1     | TV 1860 Frankfurt   | Richard Wahl Fritz Martin Dreyer Fritz Lothar Jacob                    |
| 2     | Hermannia Frankfurt | Julius Eisenecker Adolf Jewarowski Hans-Georg Jörger Stefan Rosenbauer |
| 3     | DFC Düsseldorf      | Hans Esser Werner Graichen Schimmelpfennig Schulze                     |

## Damen

### Florett (Einzel)
| Platz | Sportler     | Verein           |
| ----- | ------------ | ---------------- |
| 1     | Hedwig Haß   | TV Offenbach     |
| 2     | Olga Oelkers | TV Offenbach     |
| 3     | Leni Oslob   | TSV 1867 Leipzig |